# Josef Hamerl
Josef Hamerl (22 gennaio 1931 – 15 luglio 2017) è stato un calciatore austriaco, di ruolo attaccante.